# Atrax robustus
Atrax robustus és una espècie verinosa d'aranya migalomorfa de la família Hexathelidae. És nadiua de l'est d'Austràlia. Se la coneix com a aranya (o inadequadament taràntula) de Sydney amb tela en embut (en anglès Sydney funnel-web spider).
En la seva taxonomia encara hi ha textos en la que se la classifica com a membre de la família Dipluridae, malgrat que recentment ha estat inclosa entre els hexatèlids.
Atrax robustus habita la costa est d'Austràlia, trobant-se espècimens en Nova Gal·les del Sud, Austràlia Meridional, Vitoria i Queensland.
Els ullals dels quelícers posseeixen grans sacs de verí. El mascle assoleix fins a 5 cm de longitud, i la femella 6 a 7 cm. És de color és blau-negre o marró brillant amb pèls en l'opistosoma (abdomen). Tenen potes brillants, sòlides, una fila de dents al llarg del solc de l'ullal i una altra fila en les seves urpes. El mascle és petit, més prim, i té les potes més llargues.